# ألكس ويلكينسون
ألكسندر ويليام ويلكنسون (بالإنجليزية: Alexander William Wilkinson) (ولد في 13 أغسطس 1984 في سيدني) لاعب كرة قدم دولي أسترالي يلعب حاليا لصالح نادي جيونبوك هيونداي موتورز في مركز قلب الدفاع منذ 2012.